# Septoria carthami
Septoria carthami är en svampart som beskrevs av Murashk. 1926. Septoria carthami ingår i släktet Septoria och familjen Mycosphaerellaceae.   Inga underarter finns listade i Catalogue of Life.